# Crotonia lanceolata
Crotonia lanceolata är en kvalsterart som beskrevs av Wallwork 1977. Crotonia lanceolata ingår i släktet Crotonia och familjen Crotoniidae. Inga underarter finns listade i Catalogue of Life.